# Maves
Maves é uma comuna francesa na região administrativa do Centro, no departamento Loir-et-Cher. Estende-se por uma área de 32,53 km². Em 2010 a comuna tinha 676 habitantes (densidade: 20,8 hab./km²).